# Ангаро-Єнісейський каскад ГЕС
Анга́ро-Єнісе́йський каска́д — каскад гідроелектростанцій на р. Єнісеї та його правій притоці р. Ангарі.

## Єнісейський каскад ГЕС
Єнісейський каскад ГЕС — комплекс гідроелектростанцій на річці Єнісей, сумарною потужністю 12,7 гігавата, і середньорічним виробленням 45,6 млрд кВт·год.
Складається з трьох ступенів:
- перший ступінь — Саяно-Шушенська ГЕС (потужність — 6400 МВт);
- другий ступінь — Майнська ГЕС (потужність — 321 МВт);
- третій ступінь — Красноярська ГЕС (потужність — 6000 МВт).

### Проєкти
У СРСР існували проєкти спорудження трьох великих гідроелектростанцій нижче Красноярської ГЕС на Єнісеї, які повинні були розташовуватися аж до його гирла:
- Середньоєнісейська потужністю понад 6 ГВт вище гирла р. Ангара. Передбачуване розташування даної ГЕС точно не визначено, але одним з основних призначень цієї станції мало стати поліпшення судноплавства на річці Єнісей, тому що водосховище мало було включати в себе Казачинський порог на річці;
- Осиновська потужністю 5 ГВт, яка мала розташовуватися вище за течією від впадання в р. Єнісей Підкаменої Тунгуски і мала включати у водосховище Осиновські пороги. Також цей проєкт розглядався в контексті розвитку Об-Єнісейського каналу та проєкту перекидання сибірських річок в Середню Азію;
- Ігарська потужністю 5 ГВт в районі населеного пункту Ігарка.

Вище Саяно-Шушенської ГЕС планувалося спорудження кількох гідроелектростанцій. Одним з призначень цих ГЕС мало стати вирівнювання стоку в Саяно-Шушенське водосховище. На 2009 рік реалізація цих проєктів не значиться в числі пріоритетних проєктів розвитку енергетики Росії та їх актуальність буде залежати як від розвитку економіки в цілому, так і від успішності інших гідротехнічних проєктів.

## Ангарський каскад ГЕС
Ангарський каскад ГЕС — найбільший комплекс гідравлічних електростанцій в Росії. Розташований на річці Ангара в Іркутській області та Красноярському краї. Основна частина будівництва здійснено в радянський період, зведення каскаду пов'язувалося з розвитком промисловості й освоєнням значного природного потенціалу Середнього Сибіру.

### Загальні відомості
Комплекс ГЕС на річці Ангара, сумарною діючої потужністю 9017,4 МВт, середньорічним виробленням 48,4 млрд кВт•г або 4,8% від загального споживання в країні. Після завершення Богучанської ГЕС у 2012, встановлена потужність каскаду досягне 12 017,4 МВт. З урахуванням проєктованих та споруджуваних станцій, каскад складається з семи ступенів:
- перший ступінь — Іркутська ГЕС, потужністю 662,4 МВт і виробленням 4,1 млрд кВт·год;
- другий ступінь — Братська ГЕС, потужністю 4515 МВт і виробленням 22,6 млрд кВт·год;
- третій ступінь — Усть-Ілімська ГЕС, потужність 3840 МВт і виробленням 21,7 млрд кВт·год;
- четвертий ступінь — у стадії спорудження Богучанська ГЕС, проєктною потужністю в 3000 МВт і виробленням 17,6 млрд кВт·год;
- п'ятий ступінь — проєктована Нижньобогучанська ГЕС потужністю 660 МВт і виробленням 3,3 млрд кВт·год;
- шостий ступінь — проєктована Мотигинська ГЕС (Видумська ГЕС) потужністю 1145 МВт і виробленням 7,2 млрд кВт·год;
- сьома ступінь — проєктована Стрилківська ГЕС потужністю 920 МВт.